# 百姓読み
百姓読み（ひゃくしょうよみ）、または慣用読み（かんようよみ）とは、漢字を偏または旁（つくり）から類推して我流に読むこと。

## 概要
音や訓の慣習によらず我流の読み方をすることとされ、誤読として扱われる。田舎者、また、情緒を解さない者をののしっていう語としての「百姓」から、漢字の読み方を知らない教養のない者が読んでしまうことによる。
例えば「垂涎（すいぜん）」を「延（えん）」の読みから類推して、「すいえん」と読んだり、「鍼」の読みは「しん」であるが、これを「感」から「かん」、「減」から「げん」などと読んでしまうこと。
江戸時代から用いられている語である。江戸時代の用例を以下に示す。

## 百姓読みの例
| 例語 | 本来の読み | 百姓読み   | 解説 |
| ---- | ---------- | ---------- | --- |
| 洗滌 | せんでき   | せんじょう | 百姓読みが誤りと意識されている例。 ただし、「同音の漢字による書きかえ」の「洗浄」は「せんじょう」の読み方に基づく。 |
| 矛盾 | むじゅん   | ほことん   | 大正時代の書籍で挙げられている例。 誤読ではなく故意だとの指摘あり（ホコトン#誤読か故意かを参照）。                  |
| 絢爛 | けんらん   | じゅんらん | 大正時代の書籍で挙げられている例。                                                                                  |
| 口腔 | こうこう   | こうくう   | 百姓読みが誤りと意識されている例。 ただし、医学界では「口孔」と区別するために「こうくう」の読みを採用している。     |
| 矜持 | きょうじ   | きんじ     | 百姓読みが誤りと意識されている例。                                                                                  |
| 輸贏 | しゅえい   | ゆえい     | 本来の読みと百姓読みが両立している例。 ただし、「運輸」「輸送」などでは「うんゆ」「ゆそう」の読みが一般化。         |
| 消耗 | しょうこう | しょうもう | 百姓読みが慣用音として一般化した例。 ただし、「心神耗弱」は「しんしんこうじゃく」。                                 |
| 円匙 | えんし     | えんぴ     | 百姓読みが専門用語として定着した例。                                                                                |
| 輸入 | しゅにゅう | ゆにゅう   | |
| 輸出 | しゅしゅつ | ゆしゅつ   | |
| 漏洩 | ろうせつ   | ろうえい   | |
| 捏造 | でつぞう   | ねつぞう   | |
| 稟議 | ひんぎ     | りんぎ     | |